# スエズ (1997年設立の企業)
スエズ (SUEZ S.A.) は、かつて存在した企業。1997年にスエズ金融会社がリヨン水道と合併し誕生した（合併までの歴史はスエズ運河会社を参照）。当初は合併元の2つの社名をつなげて「スエズ・リヨン水道」(Suez Lyonnaise des Eaux)と呼んでいたが、金融サービスを売却した後、2001年に「スエズ」に改めた。フランス・パリに本社を置き、水道事業や電力事業、ガス事業などを行っていた。
1998-1999年、ベルギー総合会社をフォルティスグループへ売却した。
2006年2月25日、フランスガス公社(GDF) と合併すると発表。
2008年7月22日、合併しGDFスエズ（現：エンジー）となる。また、水道事業はスエズ・エンバイロメント（現スエズ）に分割された。